# Богослово (Богородський міський округ)
Богосло́во (рос. Богослово) — село у складі Богородського міського округу Московської області, Росія.

## Населення
Населення — 46 осіб (2010; 37 у 2002).
Національний склад (станом на 2002 рік):
- росіяни — 100 %